# Helix (hudební skupina)
Helix je kanadská hard rocková/heavy metalová skupina založená v roce 1974. Jejich nejznámější píseň z roku 1984 je „Rock You“. Původní sestavu tvořili bubeník Bruce Arnold a sólový zpěvák Brian Vollmer, kytaristé Ron Watson a Rick „Minstrel“ Trembley, klávesák Don Simmons a baskytarista Keith „Bert“ Zubrigg.

## Členové

### Současní členové
- Brian Vollmer - hlavní vokály (1974–současnost)
- Greg „Fritz“ Hinz - bicí (1982–1996, 2009–současnost)
- Daryl Gray - baskytara, klávesy (1984–2002, 2009–současnost)
- Kaleb „Duckman“ Duck - kytara (2009–současnost)
- Chris Julke - kytara (2014–současnost)

### Dřívější členové
- Bruce Arnold - bicí (1974–1976)
- Ron Watson - kytara (1974–1975)
- Rick "Minstrel" Trembley - kytara (1974)
- Don Simmons - klávesy (1974–1976)
- Keith „Bert“ Zurbrigg - baskytara (1974–1980)
- Brent „The Doctor“ Doerner - kytara, vokály (1975–1989, 1993, 2009–2012)
- Paul Hackman - kytara (1976–1992) †
- Brian Doerner - bicí (1976–1980, 2005–2006)
- Leo Niebudek - bicí (1980–1982)
- Mike Uzelac - baskytara (1980–1983)
- Peter Guy - turné baskytarista (1983)
- Mark Rector - turné baskytarista (1983)
- Denny Balicky (Blake) - turné kytarista (1990–1991)
- Greg „Shredder“ Fraser - kytara (1992–1996)
- Rick Mead - kytara (1993–1999, různá vystoupení)
- Gary Borden - kytara (1996–1998, různá vystoupení)
- Mark Chichkan - kytara (1996–1999, různá vystoupení)
- Glen „Archie“ Gamble - bicí (1997–2005)
- Gerry Finn - kytara (1998–2002, různá vystoupení)
- Mike Hall - kytara (1999–2002, různá vystoupení)
- Darren Smith - kytara (2001–2002, různá vystoupení)
- Dan Fawcett - kytara (2002–2004)
- Shaun Sanders - kytara (2002–2004)
- Jeff "Stan" Fountain - baskytara (2002–2007)
- Jim Lawson - kytara (2004-2009)
- Cindy Wiechmann - doprovodné a hlavní vokály, klávesy, perkuse a akustická kytara (2004–2007)
- Rainer Wiechmann - kytara (2004–2007)
- Paul Fonseca - baskytara (2007–2009)
- Brent "Ned" Niemi - bicí (2007–2009)
- Rick VanDyk - kytara (2007–2009)
- Sean Kelly - baskytara (2009)
- Rob MacEachern - bicí (2009)
- John Claus - kytara, klavír (2009-2014)

† - zemřel

## Diskografie

### Studiová alba
- Breaking Loose (1979)
- White Lace & Black Leather (1981)
- No Rest for the Wicked (1983)
- Walkin' the Razor's Edge (1984)
- Long Way to Heaven (1985)
- Wild in the Streets (1987)
- Back for Another Taste (1990)
- It's a Business Doing Pleasure (1993)
- Rockin' in My Outer Space (2004)
- The Power of Rock and Roll (2007)
- A Heavy Mental Christmas (2008)
- Vagabond Bones (2009)
- Bastard of the Blues (2014)
- Old School (2019)

### Koncertní alba
- Live at the Marquee (1984) (promo koncertní EP)
- half-ALIVE (1998)
- Live! in Buffalo (2001)

### Kompilační alba
- Over 60 minutes with... (1989)
- The Early Years (1991) (reissue prvních dvou alb)
- Deep Cuts: the Best Of (1999)
- B-Sides (1999)
- Never Trust Anyone Over 30 (2004) (americká kompilace)
- Rockin' You for 30 Years (2004) (kanadská kompilace)
- Smash Hits...Unplugged! (2010)
- Best of 1983-2012 (2013)

### EPs
- Get Up! (2006)
- Skin in the Game (2011)

### Neoficiální kompilační album
- Vixen a Helix: Back 2 Back Hits (2000) (split kompilační CD z EMI Special Products)

### Singly
- (1979) „Don't Hide Your Love“ / „You're t Woman Now“
- (1979) „Billy Oxygen“ / „Crazy Woman“
- (1981) „It's Too Late“ /
- (1983) „Does t Fool Ever Learn“ / „Never Want to Lose You“
- (1983) „Don't Get Mad Get Even“ / „Check Out the Love“
- (1983) „Heavy Metal Love“ / „No Rest for the Wicked“
- „Everybody Pays The Price“ / „Breaking Loose“ [německý maxi singl]
- (1984) „Rock You“ / „You Keep Me Rockin'“
- (1984) „Gimme Gimme Good Lovin'“ / „When the Hammer Falls“
- (1984) „(Make Me Do) Anything You Want“ / „Feel the Fire“
- (1985) „The Kids Are All Shakin'“ / „House On Fire“
- (1985) „Deep Cuts The Knife“ / „Bangin' Off-A-The Bricks“
- (1986) „It's Too Late“ / „Jaws of the Tiger“
- (1987) „Wild In the Streets“ / „Kiss It Goodbye“
- (1987) „Dream On“ / „What Ya Bringin' to the Party?“
- (1990) „Good to the Last Drop“ / „S-E-X Rated“
- (1990) „Running Wild In the 21st Century“
- (1990) „The Storm“
- (1993) „That Day Is Gonna Come“
- (1998) „The Same Room“
- (1999) „I'm A Live Frankenstein“ [Brian Vollmer solo]
- (2007) „Fill Your Head With Rock“
- (2009) „Vagabond Bones“
- (2009) „When the Bitter's Got The Better Of You“
- (2009) „Monday Morning Meltdown“
- (2009) „Make 'Em Dance“
- (2012) „All I Want for Christmas... Is the Leafs to Win the Cup“

### Hudební videa
- (1983) Don't Get Mad Get Even
- (1983) Heavy Metal Love
- (1984) Rock You
- (1984) Gimme Gimme Good Lovin'
- (1984) (Make Me Do) Anything You Want
- (1985) The Kids Are All Shakin'
- (1985) Deep Cuts the Knife
- (1987) Wild In the Streets
- (1987) Dream On
- (1990) Good To The Last Drop
- (1990) Running Wild In the 21st Century
- (1990) The Storm
- (1993) That Day Is Gonna Come
- (1998) The Same Room [filmed but unreleased]
- (1999) I'm a Live Frankenstein [Brian Vollmer solo]
- (2007) Fill Your Head With Rock
- (2009) Vagabond Bones
- (2009) When the Bitter's Got the Better of You
- (2009) Monday Morning Breakdown
- (2009) Make 'Em Dance
- (2012) All I Want for Christmas... Is the Leafs to Win the Cup
- (2013) Champagne Communist

### DVD a VHS
- S.E.X. Rated (DVD 2001, VHS 1991)
- 30th Anniversary Concert (DVD 2004)
- 30 Years of Helix: No Rest for the Wicked (DVD 2004)